# Parasemia insularum
Parasemia insularum là một loài bướm đêm thuộc phân họ Arctiinae, họ Erebidae.